# Alba Trissina
Alba Trissina, död 1638, var en italiensk kompositör och nunna.
Verk
- Vulnerasti cor meum A
- Quaemadmodum A
- In nomine Iesu AA
- Anima mea AAT